# Armenokhori
Armenokhori är en ort i Cypern.   Den ligger i distriktet Eparchía Lemesoú, i den centrala delen av landet, 50 km söder om huvudstaden Nicosia. Armenokhori ligger 301 meter över havet och antalet invånare är 174. Den ligger på ön Cypern.
Terrängen runt Armenokhori är kuperad norrut, men söderut är den platt. Havet är nära Armenokhori söderut.  Närmaste större samhälle är Limassol, 10,8 km sydväst om Armenokhori. 
Klimatet i området är subalpint. Årsmedeltemperaturen i trakten är 0 °C. Den varmaste månaden är juni, då medeltemperaturen är 2 °C, och den kallaste är augusti, med −1 °C. Genomsnittlig årsnederbörd är 510 millimeter. Den regnigaste månaden är december, med i genomsnitt 112 mm nederbörd, och den torraste är augusti, med 1 mm nederbörd.